# Julia Jentsch
Julia Jentsch (Berlín, 20 de febrero de 1978) es una actriz alemana de cine, teatro y televisión. Ha recibido el Premio del cine europeo, Premio del cine alemán y el Oso de Plata en el Festival de Cine de Berlín debido a su interpretación en el filme Sophie Scholl - Los últimos días de Marc Rothemund.

## Biografía
Nacida en el seno de una familia de abogados, fue al instituto Wald-Oberschule de Berlin-Charlottenburg. Allí aprendió remo, balonmano y judo y en 1997 se examinó del Abitur (examen de Selectividad). Después recibió educación de interpretación en la Escuela Superior de Artes Escénicas Ernst Busch de Berlín. Su primer contrato, todavía sin haber entrado en dicha escuela, la llevó al escenario de la Freie Bühne Witzleben. Posteriormente se subiría también a las tablas del teatro Maxim Gorki de Berlín y de la Münchner Kammerspiele muniquesa, a cuya compañía teatral pertenece desde 2001. En 2004 interpretó allí los papeles principales de las obras Antígona, Los nibelungos y El decálogo.
La actriz, de 1,65 metros de estatura, se hizo conocida al gran público por el papel protagonista femenino de la película Los edukadores (Die fetten Jahre sind vorbei), en la que también trabajaba Daniel Brühl, y que fue galardonada con el premio del jurado del Festival de Cannes de 2004. En 2005, Julia Jentsch  recibió por su interpretación de Sophie Scholl en la película Sophie Scholl - Los últimos días de Marc Rothemund los siguientes galardones como mejor actriz protagonista: el Oso de Plata del Festival Internacional de Cine de Berlín, el premio “Lola” (Deutscher Filmpreis, premio de cine más importante de Alemania) y el Premio del cine europeo. Dicha cinta fue además nominada para el Oscar a la mejor película de habla no inglesa.

## Papeles de teatro
- Marion en La muerte de Danton de Georg Büchner - Dirección: Lars-Ole Walburg (Münchner Kammerspiele, teatro de la ciudad de Múnich)
- Helene en Vor Sonnenaufgang (Antes del amanecer) de Gerhart Hauptmann - Dirección: Thomas Ostermaier (Münchner Kammerspiele)
- Elektra en Orestíada de Esquilo - Dirección: Andreas Kriegenburg
- Desdémona en Otelo de William Shakespeare - Dirección: Luk Perceval
- Antígona en Antígona de Sófocles - Dirección: Lars-Ole Walburg
- Brunilda en Los Nibelungos de Friedrich Hebbel - Dirección: Andreas Kriegenburg
- Lulú en Lulú de Frank Wedekind, adaptación de Feridun Zaimoğlu y Günter Senkel - Dirección: Luk Perceval
- Decálogo basado en el guion del ciclo de mediometrajes homónimo, escrito por Krzysztof Piesiewicz
- Jo en Un sabor a miel de Shelagh Delaney - Dirección: Peter Zadek

## Filmografía
- 1999 - Zornige Küsse (Angry Kisses) - Dirección: Judith Kennel (con Jürgen Vogel y Maria Simon)
- 2001 - Julietta - Dirección: Christoph Stark (con Lavinia Wilson y Sibylle Canonica)
- 2001 - Mein Bruder, der Vampir (Título internacional: Getting My Brother Laid) - Dirección: Sven Taddicken (con Roman Knizka)
- 2004 - Tatort (Escena del crimen) (TV) – Dirección: Jürgen Bretzinger (con Eva Mattes y Lena Stolze)
- 2004 - Los educadores (Die fetten Jahre sind vorbei) - Dirección: Hans Weingartner (con Daniel Brühl)
- 2004 - El hundimiento - Dirección: Oliver Hirschbiegel (con Bruno Ganz y Alexandra Maria Lara)
- 2005 - País de nieve (Schneeland) - Dirección: Hans W. Geißendörfer (con Thomas Kretschmann, Maria Schrader y Ulrich Mühe)
- 2005 - Sophie Scholl - Los últimos días – Dirección: Marc Rothemund - Julia Jentsch en el papel de Sophie Scholl
- 2006 - Yo serví al rey de Inglaterra (Obsluhoval jsem anglického krále) - Dirección: Jiří Menzel - como Lisa Dítě
- 2007 - Frühstück mit einer Unbekannten
- 2016 - 24 semanas - Dirección: Anne Zohra Berrached
- 2019 - Pagan Peak (Der Pass, serie de televisión) - Ellie Stocker
- 2020 - ¡Lindenberg! Mach dein Ding - Hermine Lindenberg

## Premios
- Premio Max-Reinhardt (entregados por el Ministerio de Educación, Ciencia y Cultura del Gobierno austriaco a estudiantes de arte dramático) de 2000 (por Los persas)
- Premio Theater heute (entregados por la revista especializada del mismo nombre) de 2002 (Mejor Actriz Revelación)
- Bayerischer Filmpreis (entregados por el gobierno de Baviera) de 2004 (Mejor actriz joven por Los edukadores)
- Oso de plata en la Berlinale de 2005 (por su papel en Sophie Scholl – Los últimos días)
- Nominación al Undine Award de 2005 como mejor actriz de carácter
- Deutscher Filmpreis de 2005 (Mejor actriz protagonista por Sophie Scholl – Los últimos días)
- Premio del cine europeo de 2005 (Mejor actriz por Sophie Scholl – Los últimos días)